# Lower Dir
Der Distrikt Lower Dir ist ein Verwaltungsdistrikt in Pakistan in der Provinz Khyber Pakhtunkhwa. Sitz der Distriktverwaltung ist die Stadt Timergara.
Der Distrikt hat eine Fläche von 1582 km² und nach der Volkszählung von 2017 1.435.917 Einwohner. Die Bevölkerungsdichte beträgt 908 Einwohner/km².

## Geografie
Der Distrikt befindet sich im Norden der Provinz Khyber Pakhtunkhwa.

## Geschichte
Der Distrikt wurde 1992 geschaffen als der Distrikt Dir in die Teile Upper Dir und Lower Dir aufgespalten wurde.

## Demografie
Zwischen 1998 und 2017 wuchs die Bevölkerung um jährlich 3,71 %. Von der Bevölkerung leben ca. 3 % in städtischen Regionen und ca. 97 % in ländlichen Regionen. In 155.338 Haushalten leben 710.335 Männer, 725.576 Frauen und 6 Transgender, woraus sich ein Geschlechterverhältnis von 97,9 Männer pro 100 Frauen ergibt und damit einen für Pakistan seltenen Frauenüberschuss.
Die Alphabetisierungsrate in den Jahren 2014/15 bei der Bevölkerung über 10 Jahren liegt bei 58 % (Frauen: 36 %, Männer: 79 %) und damit über dem Durchschnitt der Provinz Khyber Pakhtunkhwa von 53 %.
| Jahr | Einwohnerzahl |
| ---- | ------------- |
| 1972 | 277.481       |
| 1981 | 404.844       |
| 1998 | 717.649       |
| 2017 | 1.435.917     |